# Johannes d'Outrein
Johannes d'Outrein (Jan d'Outrein) (17 octobre 1662 à Middelbourg - 24 février 1722 à Amsterdam) est un prédicateur, écrivain et auteur d'ouvrages théologiques évangéliques néerlandais. 

## Biographie
Il étudie à Franeker, où il obtient son doctorat en 1682 . Il est prédicateur à Oost-Zanen en 1685, à Franeker en 1687, à Arnhem en 1691, à Dordrecht en 1703 et à Amsterdam en 1708, où il meurt en 1722. Il est un représentant prééminent du mouvement cocceian , et Friedrich Adolph Lampe est un de ses disciples . Outrein croit que Dieu est "le Dieu d'alliance des Pays-Bas, de son peuple élu, qui s'y est rassemblé et y vit" .

## Œuvres
Johannes d'Outrein est l'auteur de plus de 50 ouvrages . Certaines de ses œuvres les plus remarquables sont :
- Gods Tabernakel onder de menschen ende de Heerlykheid des Soons Gods (sur Joh. 1. 14.) mitsgaders het heilig sabbath- en jubeljaar (sur Lev. xxv. 1–13. ). Amsterdam 1701
- De redenen van vrees en hoop, Gérard Borstius. Amsterdam 1705
- Roosendaalsche vermaaklykheden de Wegwyser door de Heerlykheit Roosendaal. Amsterdam 1700, 1712, 1718
- Schrifftmässige Erklärung der Evangelischen Parabolen, Übersetzung aus dem Lateinischen und Niederländischen. Francfort et Leipzig 1717
- Gesangen de nuttige bestedingen der afgebroken uren. Amsterdam 1717
- De geestelijke tempelbouw, ter gelegentheid van de Inwijdinge van de Herboude Kerk te Ransdorp. Amsterdam 1720
- Het Gouden Kleinoot Van de Leere der Waarheit Die naar die Godsaligheid is ; Vervattet in den Heidelbergschen Catéchisme. J. Boom, Amsterdam 1719.
- Korte Schets der godlyke Waarheden, Soo als die in haare natuurlyke ordre te samen geschakelt zijn. Amsterdam 1718.